# Karl Menges
Karl Richard Menges (* 7. Januar 1941 in Marnheim, Pfalz; † 10. Januar 2018 in Davis, Kalifornien) war ein deutscher Germanist, Autor, Literaturwissenschaftler und Hochschullehrer.

## Leben
Karl Menges – einziger Sohn von Richard Menges – war der letzte männliche Nachkomme der Kaiserslauterer Bildhauerfamilie Menges. Er wuchs in Kaiserslautern auf und interessierte sich schon als Gymnasiast für Literatur. Anders als seine Vorfahren studierte er an den Universitäten Heidelberg, Hamburg und Tübingen, wo er 1969 zum Dr. phil. promoviert wurde.
Seine wissenschaftlichen Schwerpunkte waren deutsche klassische Literatur, deutsche Philosophie sowie deutsche Politik und Geschichte. Bereits 1971 erfolgte der Ruf in die USA als Germanistik-Professor an der University of California in Davis/Sacramento, nachdem er ein Jahr zuvor an der University of Idaho gelehrt hatte.
2003 wurde Karl Menges emeritiert und publizierte in der Folgezeit zahlreiche wissenschaftliche Arbeiten, bevorzugt auch seine Vorlesungstexte, die er als Gastprofessor für German Studies an europäischen Hochschulen (zum Beispiel an der University of Stirling/Scotland, in Göttingen oder Düsseldorf) vorgetragen hatte.
Karl Menges beschäftigte sich unter anderem mit dem Werk Johann Gottfried Herders. 2018 erhielt er posthum die Herder-Medaille der Internationalen Herder-Gesellschaft.

## Schriften (Auswahl)
- Kritische Studien zur Wertphilosophie Hermann Brochs. Tübingen: Niemeyer 1970
- Broch-Forschung. Überlegungen zur Methode und Problematik eines literarischen Rezeptionsvorgangs (mit Wolfgang Freese). München: Fink Verlag 1977.[2]
- AXIA. Davis Symposium on Literary Evaluation. (Ed. with D. Rancour-Laferriere). Stuttgart: Akademischer Verlag 1981
- Das Private und das Politische. Bemerkungen zur Studentenliteratur, zu Handke, Celan und Grass. Stuttgart: Akademischer Verlag 1987
- Johann Gottfried Herder Selected Early Works, 1764–1767. (Ed. with E. Menze). University Park: Penn State Press 1992
- Emerging Structures in Interdisciplinary Perspective (Ed. with Rudi Keller). Tübingen: Francke Verlag 1997
- Literatur und Geschichte. Festschrift für Wulf Koepke zum 70. Geburtstag. (Hrsg.). Amsterdam & Atlanta: Rodopi Publishers 1998
- Herder Yearbook (Co-editor). Vol. I-3, Columbia: Camden House; Vols. II-VI, Stuttgart: Metzler; Vol. VII-XI, Heidelberg: Synchron; 1992–2012